# Staustufe St. Aldegund

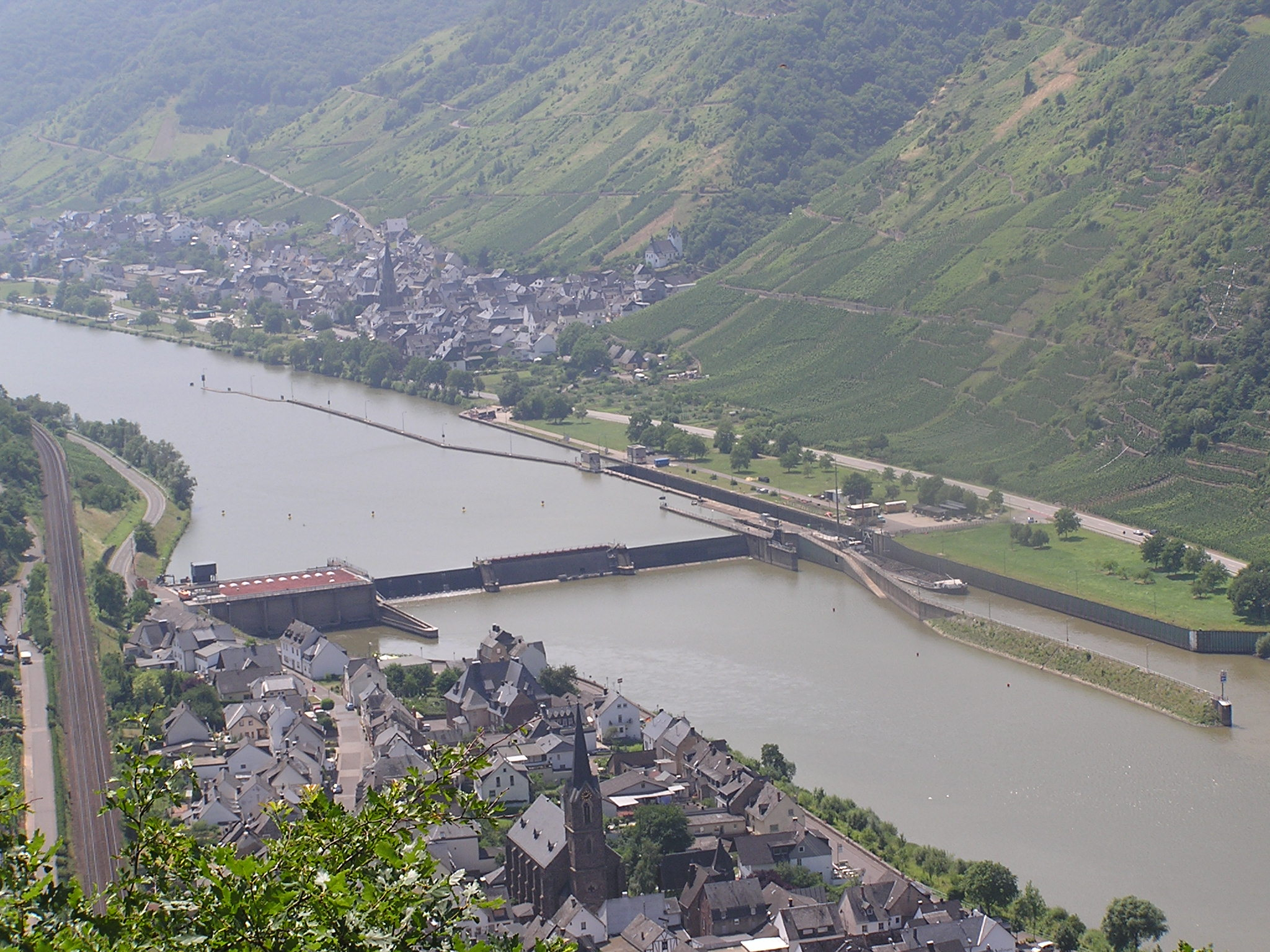
Neef und Sankt Aldegund mit Moselstaustufe und Schleuse

Die Staustufe St. Aldegund an der Mosel bei St. Aldegund und Neef im Landkreis Cochem-Zell in Rheinland-Pfalz steht unter der Verwaltung des Wasserstraßen- und Schifffahrtsamtes Mosel-Saar-Lahn.
Die Staustufe wurde 1963 im Rahmen der Moselkanalisierung erbaut, liegt am Mosel-km 78,37 und hat eine Haltungslänge von 24,64 km.
Das Stauziel über NHN liegt bei 93 Meter und die Fallhöhe beträgt 7 Meter.
Die Schiffs-Schleuse hat die Ausmaße 170 mal 12 Meter und die Bootsschleuse misst 18 mal 3,2 Meter.
Das angeschlossene Laufwasserkraftwerk Neef von 1966 hat eine Leistung von 16,4 Megawatt, es wird betrieben von der RWE Generation Hydro.

## Unfall am 2. Juli 2025
Gut ein halbes Jahr nach dem Unfall an der Staustufe Müden rammte ein Fahrgastschiff das Schleusentor. Das Tor wurde so sehr beschädigt, dass der Schleusenbetrieb eingestellt werden musste.